# Конституційний суд Північної Македонії
Конституційний су́д Північної Македо́нії (мак. Уставен суд на Република Северна Македонија) — спеціалізований  судовий орган, який захищає  конституційність і законність в  Північній Македонії.
До його складу входять дев'ять суддів, що обираються  Зборами Північної Македонії більшістю голосів від загального числа депутатів. Мандат суддів становить дев'ять років без права переобрання. Судді Конституційного суду обираються виключно з числа відомих юристів. Голова суду обирається суддями зі свого складу строком на три роки без права переобрання.

## Історія
Конституційний суд, заснований Конституцією СФРЮ в 1963 році і почав працювати з 15 лютого 1964 роки як конституційний суд  Соціалістичної Республіки Македонії в складі соціалістичної  Югославії.
Після  виходу Республіки Македонії зі складу Югославії Конституційний суд став уже судом незалежної держави — Північної Македонії.

### Голови суду
- Перо Коробар 1963—1974
- Асен Групче 1974—1979
- Гога Ніколовскі 1979—1984
- Володимир Митків 1984—1986
- Дімчо Козар 1986—1987
- Фіданчо Стоєв 1987—1989
- Йордан Арсов 1989—1994
- Йован Проевскі 1994—1997
- Мілан Недков 1997—2000
- Тодор Цунов 2000—2003
- Ліліана Інгілізова-Рістова 2003—2006
- Трендафіл Івановськи 2007—2010
- Бранко Наумовські з 2010

## Повноваження
Конституційний суд має такі повноваження:
- Приймає рішення про відповідність законів Конституції;
- Приймає рішення про відповідність інших  нормативних актів і  колективних договорів Конституції і законам;
- Здійснює захист  прав і свобод людини і громадянина, що стосуються свободи переконань, совісті, слова і публічного вираження ідей, політичної діяльності, а також заборона  дискримінації громадян за ознаками статі, раси, релігії, національності, соціального і політичної приналежності;
- Вирішує спори про компетенцію між органами  законодавчої,  виконавчої і  судової влади;
- Вирішує спори про компетенцію між центральними органами республіки і органами  місцевого самоврядування;
- Приймає рішення по відповідальності Президента Республіки;
- Приймає рішення щодо конституційності програм і статутів  політичних партій і об'єднань громадян.